# International Exhibition 1888

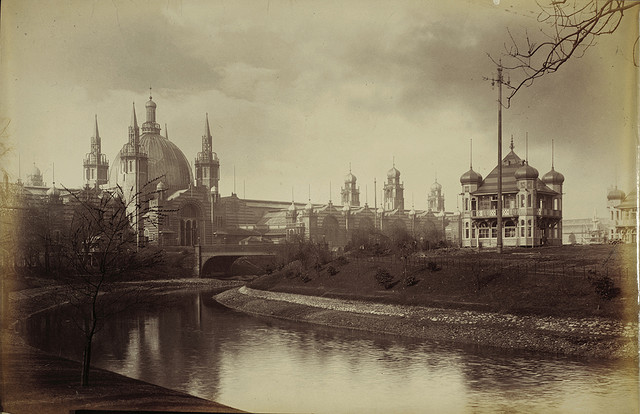

The International Exhibition 1888 var en internationell utställning som hölls 1888 i Glasgow, Skottland.  Öppningsceremonin hölls den 8 maj. Byggnaderna ritades av arkitekten James Sellars, som dog i oktober samma år som utställningen hölls.